# Zaraza Bartlinga
Zaraza Bartlinga, zaraza oleśnikowa (Orobanche bartlingii Griseb.) – gatunek byliny z rodziny zarazowatych (Orobanchaceae).

## Zasięg występowania
Zaraza Bartlinga występuje w środkowej, wschodniej, południowo-wschodniej i południowo-zachodniej Europie. W Polsce jest podawana z trzech stanowisk w Jurze Krakowsko-Częstochowskiej: Doliny Kobylańskiej, okolic Rzędkowic oraz z Ojcowskiego Parku Narodowego, przy czym niektóre źródła potwierdzają ją tylko z ostatniego stanowiska. Występowała także w miejscowości Grobla na Pogórzu Złotoryjskim, jednak od kilkudziesięciu lat jej tam nie potwierdzono.

## Morfologia
ŁodygaOsiąga wysokość 20–40 cm. Jest jasnożółta.
KwiatyZebrane w kwiatostan na szczycie łodygi, który jest kłosowaty, gęsty, utworzony z kwiatów siedzących w kątach łuskowatych przysadek. Korona żółtawa, dwuwargowa. Warga górna jest dwu-, a dolna trzyłatkowa.
OwoceTorebka. Nasiona liczne i drobne.
Gatunki podobnePodobna jest do zarazy alzackiej (O. alsatica), od której odróżnia się m.in. mniejszą koroną i prawie nagą szyjką słupka.

## Biologia i ekologia
Geofit. Jest rośliną bezzieleniową, bez korzenia. Pasożytuje na oleśniku górskim (Libanotis montana). Kwitnie od czerwca do lipca. Rośnie w murawach kserotermicznych z rzędu Festucetalia valesiacae.

## Zagrożenia i ochrona
W latach 2004–2014 gatunek był objęty w Polsce ochroną ścisłą, od 2014 podlega ochronie częściowej. Gatunek został umieszczony w Polskiej Czerwonej Księdze Roślin w kategorii VU (narażony). Roślina znalazła się także na Czerwonej liście roślin i grzybów Polski (2006) w grupie gatunków rzadkich – potencjalnie zagrożonych (kategoria zagrożenia R). W wydaniu z 2016 roku otrzymała kategorię VU (narażony).
Zagrożeniem dla populacji jest naturalna sukcesja drzew i krzewów.